# Грейфан, Христиан Иванович
Христиан Иванович Грейфан (1825—1906) — архитектор, академик архитектуры Императорской Академии художеств.

## Биография
Макленбургский подданный. Учился в Императорской Академии художеств. В 1851 году вернулся в Россию из заграничного путешествия, предпринятого с художественной целью. Получил от Академии художеств звание неклассного художника (1852) за «Проект городских ворот», сочинённый за границей. Избран в академики (1860) за проект «Городской Думы».
Архитектор Главного инженерного управления (с 1863), сверхштатный член Техническо-строительный комитет Министерства внутренних дел (с 1865). Служил городским архитектором (1878–1895).
Среди основных построек в Петербурге: Дом Трезини, доходные дома (10-я линия Васильевского острова, 47, 1862; Плеханова, 40, 1874, перестройка; Гороховая, 71, 1883, перестройка); здание Главного инженерного управления (Караванная, 1/13, 1880–1882, совм. с А. А. Карбоньером и Дмитрием Покотиловым), дом штаба Гвардейского корпуса (Миллионная, 38, 1883–1884, совм. с Дмитрием Покотиловым).

### Известные постройки
Известными постройками архитектора Х. И. Грейфана являются:
- Особняк З. Д. Мишукова — Особняк Алексеевых (изменение фасадов). Дворцовая наб., 20; Мошков пер., 2А (1857)[4]
- Доходный дом. 10-я линия ВО, 47 (1862—1863)[5]
- Жилой флигель Е. И. Клочковского. Академический пер., 4 (1871—1873)[6]
- Доходный дом. Казанская ул., 40 (1874)[7]
- Собор во имя Владимирской иконы Божией Матери. Кронштадт. Владимирская ул., 32; Ленина пр., 9 (1875—1879)[8]
- Здание Инженерного Ведомства. Караванная ул., 1; Инженерная ул., 13х (1880—1882)[9]
- Доходный дом Дидерихс (надстройка). Владимирский пр., 8 (1883)[10]
- Доходный дом. Гороховая ул., 71 (1883)[11]
- Доходный дом Юсуповых. Фонтанки наб., 85 (1886)[12]